# Dom Turysty PTTK „Pod Wieżycą”
Dom Turysty PTTK im. Bogusza Zygmunta Stęczyńskiego „Pod Wieżycą” – obiekt turystyczny (w przeszłości schronisko turystyczne) położony w Masywie Ślęży, na przełęczy pod Wieżycą (zwanej też Kamiennym Siodłem), w obrębie administracyjnym Sobótki.
Początki schroniska sięgają 1927 – ruch turystyczny był w tym okresie tak duży, że schronisko na Ślęży nie było w stanie przyjąć wszystkich potrzebujących noclegu. Podjęto wówczas decyzję o budowie nowego schroniska na przełęczy pod Wieżycą.
Pierwotnie schronisko miało formę parterowego budynku na kamiennej podmurówce, obecna forma jest wynikiem kilkakrotnej przebudowy i rozbudowy obiektu. Nadano mu nazwę Blücherbaude, na cześć feldmarszałka pruskiego Gebharda Leberechta von Blüchera. Od swojego powstania było bardzo popularne i stanowiło punkt wypadowy do wycieczek na Ślężę (przebieg szlaków turystycznych wyznaczonych przed 1945 przez Towarzystwo Ślężańskie (ZGV) był odmienny od obecnego).
Po II wojnie światowej schronisko przejął wrocławski oddział Polskiego Towarzystwa Turystyczno-Krajoznawczego. W 1986 po kolejnej rozbudowie nadano mu imię nowego patrona Macieja Stęczyńskiego, podróżnika i pisarza, który po pobycie w 1851 w okolicach Sobótki, dokonał opisu Sobótki oraz Ślęży. 
Do budynku prowadzi z centrum Sobótki ulica Armii Krajowej. Poniżej schroniska zlokalizowany jest duży parking.

## Wyposażenie schroniska
- 50 miejsc noclegowych w pokojach 1-, 2- 3- i 4-osobowych[4]
- dwie sale restauracyjne na łączną liczbę 80 miejsc[4]